# سانتا ماريا دي مارتوريلاس
بلدية سانتا ماريا دي مارتوريليس (بالكاتالانية: Santa Maria de Martorelles) هي إحدى بلديات مقاطعة برشلونة, والتي تقع في منطقة كاتالونيا، شرق إسبانيا.
يبلغ عدد سكانها 806 نسمة وفقاً لإحصائية سنة (2007).